# Allium pseudobodeanum
Allium pseudobodeanum är en amaryllisväxtart som beskrevs av Reinhard M. Fritsch och Matin. Allium pseudobodeanum ingår i släktet lökar, och familjen amaryllisväxter.
Artens utbredningsområde är Iran. Inga underarter finns listade i Catalogue of Life.